# 열처리

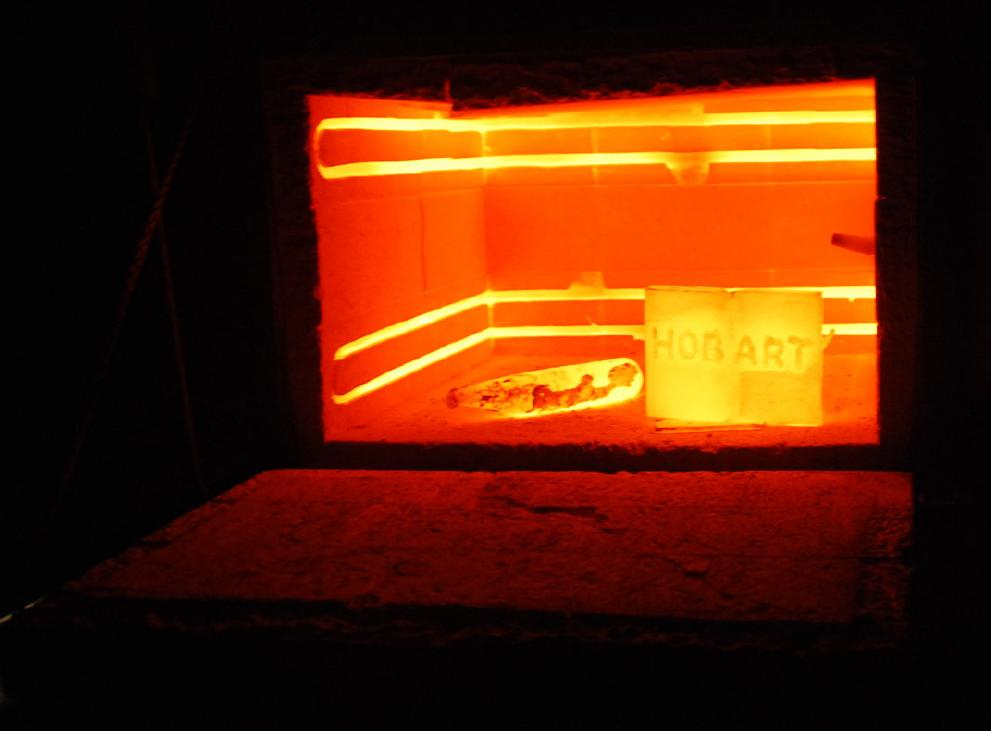

열처리(Heat treating)는 물리적(및 가끔은 화학적)인 물질의 특성을 변경하기 위해 산업에 쓰이는 열, 금속가공 단계이다. 가장 흔한 응용으로는 야금술이 있다. 열처리는 유리와 같은 다른 수많은 물질의 제조에도 사용된다. 열처리는 보통 물질을 딱딱하게 하거나 부드럽게 하는 등 원하는 결과를 얻기 위해 극적인 온도까지 가열과 냉각을 수반한다.

## 같이 보기
- 탄소강